# Everardo Moreno Cruz
Everardo Moreno Cruz (17 de noviembre de 1946) es un abogado y político mexicano, miembro del Partido Revolucionario Institucional. Fue el único precandidato a la Presidencia de la República del 2006 que se enfrentó a Roberto Madrazo.
Se desempeñó como subprocurador general de la República de 1997 a 2000.
Moreno Cruz es egresado de la Facultad de Derecho de la Universidad Nacional Autónoma de México, ha sido docente de la UNAM, se ha desempeñado como Secretario de la Delegación Política del Departamento del Distrito Federal en Álvaro Obregón, Secretario Auxiliar en la Secretaría de la Presidencia, Secretario Particular del Secretario de la Presidencia, Jefe del Departamento de Compras de la Comisión Federal de Electricidad, Asesor de Asuntos Jurídicos del Secretario de Marina, Secretario de la Contraloría del Gobierno del Estado de Oaxaca, Asesor Jurídico del Subsecretario de Inspección y Ejecución Fiscal de la Secretaría de Hacienda y Crédito Público, Asesor Jurídico del director general de INFONAVIT, Magistrado Unitario Supernumerario de los Tribunales Agrarios, Oficial Mayor del Tribunal Superior Agrario, Fiscal Especial para la Atención de Delitos Cometidos por Servidores Públicos y Previstos en Leyes Especiales.
Doctor en Derecho por la Universidad Nacional Autónoma de México.
Actualmente es profesor en la Facultad de Derecho de la Universidad Nacional Autónoma de México donde imparte las materias de Derecho Procesal Penal y Derecho Romano I y II desde hace más de 40 años.

## Libros Publicados
- "Himnos de América" (1963)
- "Un Joven en Buenos Aires" (1964)
- "Apuntes para el Primer Curso de Derecho Civil" (1965)
- "Herencia de Everardo Cruz Salmerón" (1966)
- "Conceptos Fundamentales en la Realidad Política" (1967)
- "Apuntes de Teoría General del Proceso" (1969)
- "El Derecho Agrario Dentro del Orden Jurídico Nacional" Tesis Profesional (1969)
- "Derecho Romano, Primer Curso" (1970)
- "Fundamentos de Derecho Mercantil" (1971)
- "Juárez Jurista" (1972)
- "Los Primeros Momentos de un Candidato Presidencial" (1.ª edición 1987; 2.ª y 3.ª ediciones 1993)
- "El Nuevo Proceso Penal Mexicano. Lineamientos Generales" (2010)
- "Indiscreciones y remembranzas" (2022)

## Distinciones
- Primer Lugar en el concurso Celebrado en Buenos Aires, Argentina, sobre Geografía e Historia de América, representando a México (1963)
- Primer lugar, por promedio, entre los alumnos de la generación 1964-68 de la Facultad de Derecho de la UNAM.
- Mención honorífica en el examen profesional sustentado para obtener el título de licenciado en Derecho
- Venera de la Unidad Profesional entregada por el presidente de la República el Día del Abogado (1980)
- Diploma de la Universidad Nacional Autónoma de México por 25 años de actividad docente (1993)
- Diploma al Mérito del Ministerio Público Entregado por el presidente de la República el día del Abogado (1998)
- Reconocimiento de la Alianza Contra la Piratería, A. C., por los trabajos realizados para contribuir a crear un entorno de negocios éticos, y de mejor desarrollo del País. (2000)
- Testimonio de Reconocimiento del Tribunal Superior Agrario en su X aniversario, por haber sido *Magistrado Fundador e impulsor de la Justicia Agraria (2002)
- Reconocimiento de la Universidad de Estudios de Postgrado en Derecho por pertenecer al Claustro de Profesores de Derecho Procesal Penal (2002)